# Segetibacter koreensis
Segetibacter koreensis es una bacteria gramnegativa  estrictamente aerobia, heterótrofa, que no forma esporas e inmóvil perteneciente al género Segetibacter. Ha sido aislada del suelo de un campo de ginseng ubicado en la ciudad de Pocheon en Corea del Sur.